# Sarah Lotz

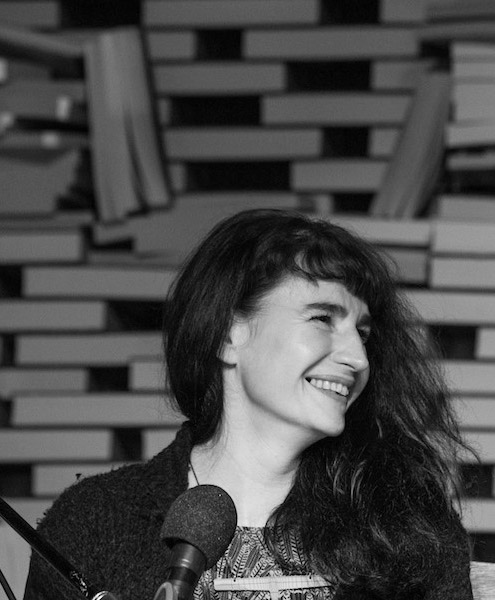
Sarah Lotz im Jahr 2014

Sarah Lotz (* 1971 in Wolverhampton in England) ist eine britisch-südafrikanische Drehbuchautorin und Schriftstellerin. Sie schreibt auch unter den Pseudonymen SL Grey, Lily Herne und Helena S. Paige.

## Leben und Karriere
Geboren wurde Sarah Lotz 1971 in Wolverhampton, England. Als Teenager verließ sie ihre Heimat und lebte kurz in Frankreich und Israel, bevor sie sich in Südafrika niederließ und einen Honours Degree in Englisch an der University of Cape Town erhielt. Von 2007 bis 2009 schrieb sie zahlreiche Drehbücher für die Fernsehserie URBO: The Adventures of Pax Afrika. Im Jahre 2011 verfasste sie darüber hinaus zwei Drehbücher für die Fernsehdokumentarserie The South African Story. Im Anschluss daran arbeitete sie als freie Schriftstellerin und kehrte 2015 zu ihren Wurzeln zurück, um in Großbritannien zu leben. Lotz veröffentlicht seither unter ihrem eigenen Namen und mehreren Pseudonymen. Zusammen mit dem Autor Louis Greenberg ist sie die Urban-Horror-Autorin S.L. Grey, zusammen mit ihrer Tochter Savannah Lotz ist sie Lily Herne und sie ist Helena S. Paige, wenn sie mit Helen Moffett und Paige Nick schreibt. Lotz wird von Hodder und Little, Brown veröffentlicht. In der deutschen Übersetzung erschienen beim Goldmann Verlag die Thriller Die Drei, Tag Vier und Angstrausch.
Zurzeit (August 2022) lebt Sarah Lotz mit ihrer Familie und diversen Tieren wieder in Kapstadt, Südafrika.

## Filmografie

### Drehbuchautorin
- 2007–2009: URBO: The Adventures of Pax Afrika (Fernsehserie, 62 Folgen)
- 2011: The South African Story (Fernsehdokumentarserie, 2 Folgen)

## Bibliografie

### Als Sarah Lotz
- The Three (2012)
  - Deutsch: Die Drei. Übersetzt von Eva Bonné. Goldmann Verlag, 2014, ISBN 978-3-641-14275-9.
- Dark Harvest (2014)
- Day Four (2015)
  - Deutsch: Tag Vier. Übersetzt von Thomas Bauer. Goldmann Verlag, 2016, ISBN 978-3-641-17775-1.
- Pompidou Posse (2015)
- Skin Deep (2016)
- Body in the Woods (2017)
- The White Road (2017)
  - Deutsch: Angstrausch. Übersetzt von Thomas Bauer. Goldmann Verlag, 2018, ISBN 978-3-641-21780-8.
- Reborn (2018)
- Missing Person (2019)
- Impossible Us (2022)
  - Deutsch: Ist es Liebe? Nein – es ist … Unmöglich. Übersetzt von Katharina Naumann. Rowohlt, 2023, ISBN 978-3-644-01073-4.

### Unter dem Pseudonym SL Grey
- The Mall (2011)
- The Ward (2012)
- The New Girl (2013)
- The Ward / The Mall / The New Girl (2015)
- The Apartment (2016)

### Unter dem Pseudonym Lily Herne
- Deadlands (2012)
- Death of a Saint (2013)
- The Army Of The Lost (2014)
- Ash Remains (2016)